# 東海北陸自動車道
東海北陸自動車道（日语：／ Tōkai Hokuriku jidōshadō */?）是日本由起點愛知縣一宮市經岐阜縣至富山縣砺波市，縱斷東海地方與北陸地方的高速公路（高速自動車國道）。略稱東海北陸道（日语：／ Tōkai Hokurikudō */?）。

## 概要
國土開發幹線自動車道預定路線如下：
| 起點   | 主要經過地                  | 終點   |
| ------ | --------------------------- | ------ |
| 一宮市 | 關市 岐阜縣大野郡莊川村附近 | 礪波市 |

下面為高速自動車國道之路線：
| 起點   | 重要要經過地                                            | 終點   |
| ------ | ------------------------------------------------------- | ------ |
| 一宮市 | 各務原市 岐阜市 關市 美濃市 郡上市 高山市 飛驒市 白川村 | 礪波市 |

因為連結東海北陸兩地域的國道156號未改良與危險區間多，為確保安定的交通交流而興建。一宮JCT-小矢部礪波JCT間總工程費用為約1兆2,500億日圓。
2000年時因未通過岐阜縣飛驒地方與富山縣南礪市間的暴雪地帶，被國會舉為「不需要的高速道路」代表例。
直至全線開通與美濃IC - 白鳥IC間拓寬為4車道，所需時間大幅縮短，使用車輛增加。白鳥IC以北的暫定2車道區間在假日時常有交通堵塞情況。

## 通過的行政區域
- 愛知縣
  - 一宮市
- 岐阜縣
  - 各務原市 - 羽島郡笠松町 - 羽島郡岐南町 - 〈各務原市 - 岐阜市〉 - 關市 - 美濃市 - 郡上市 - 高山市 - 飛驒市 - 大野郡白川村
- 富山縣
  - 南砺市 - 小矢部市 - 砺波市

## 連接高速道路
- 名神高速道路 （於一宮JCT連接）
- 東海環狀自動車道（於美濃關JCT連接）
- 中部縱貫自動車道（油坂山道路） （於白鳥IC連接）
- 中部縱貫自動車道（高山清見道路） （於飛驒清見IC連接）
- 北陸自動車道（於小矢部礪波JCT連接）
- 能越自動車道（於小矢部礪波JCT直結）

### 計劃連接的地域高規格道路
- 一宮西港道路 （一宮JCT）
- 濃飛橫斷自動車道 （郡上八幡IC附近）
- 小松白川連絡道路 （白川鄉IC附近）

## 交流道
- 交流道（IC）編號欄的背景色為■顯示該部分道路已經啟用。設施欄的背景色為■顯示路段未啟用或休止的設施。未開通路段的名稱為臨時名稱。
- 智能交流道（SIC）以背景色■顯示。
- 巴士站（BS），○/●為使用中，無標示者為沒有巴士站。
- IC為交流道的簡寫，JCT為系統交流道的簡寫，SA為服務區的簡寫，PA為停車區（日语：パーキングエリア）的簡寫。

| IC 編號                  | 中文設施名     | 日文設施名    | 英文設施名 | 接續路線名                                      | 一宮JCT 起計（公里） | BS | 備註                                                  | 所在地        | 所在地          | 所在地 |
| ------------------------ | -------------- | ------------- | ---------- | ----------------------------------------------- | -------------------- | -- | ----------------------------------------------------- | ------------- | --------------- | ------ |
| 一宮西港道路（計劃路線） |                |               |            |                                                 |                      |    |                                                       |               |                 |        |
| 25-1                     | 一宮JCT        |               |            | E1 名神高速道路                                 | 0.0                  | -  | 只限小矢部砺波JCT方向                                 | 愛知縣 一宮市 | 愛知縣 一宮市   |        |
| 1                        | 一宮稻澤北IC   |               |            | 岐阜縣道·愛知縣道14號岐阜稻澤線（西尾張中央道） | 0.0                  |    | 高山方向出入口                                        | 愛知縣 一宮市 | 愛知縣 一宮市   |        |
| 1-1                      | 一宮西IC       |               |            | 岐阜縣道·愛知縣道14號岐阜稻澤線（西尾張中央道） | 1.0                  |    | 名神方向出入口                                        | 愛知縣 一宮市 | 愛知縣 一宮市   |        |
| 2                        | 尾西IC         |               |            | 愛知縣道148號萩原三條北方線                     | 3.9                  |    | 高山方向出入口                                        | 愛知縣 一宮市 | 愛知縣 一宮市   |        |
| 3                        | 一宮木曾川IC   |               |            | 國道22號（名岐繞道）                            | 7.7                  |    |                                                       | 愛知縣 一宮市 | 愛知縣 一宮市   |        |
| -                        | 木曾川本川橋   |               |            | -                                               | 10.6                 | -  | 橋長598公尺                                           | 岐阜縣        | 各務原市        |        |
| -                        | 川島PA         |               |            | -                                               | 11.3                 |    | 併設公路綠洲 河川環境樂園                             | 岐阜縣        | 各務原市        |        |
| 4                        | 岐阜各務原IC   |               |            | 國道21號（那加繞道）                            | 13.3                 |    |                                                       | 岐阜縣        | 各務原市        |        |
| -                        | 蘇原BS         |               |            | -                                               | 18.8                 | ○  |                                                       | 岐阜縣        | 岐阜市          |        |
| 5                        | 關IC           |               |            | 國道248號                                       | 25.5                 |    |                                                       | 岐阜縣        | 關市            |        |
| -                        | 小瀨BS         |               |            | -                                               | 27.8                 | ○  |                                                       | 岐阜縣        | 關市            |        |
| -                        | 關SA           |               |            | -                                               | 28.0                 |    | 岐阜、名古屋方向                                      | 岐阜縣        | 關市            |        |
| -                        | 長良川SA       |               |            | -                                               | 30.1                 |    | 高山、富山方向                                        | 岐阜縣        | 關市            |        |
| 5-1                      | 美濃關JCT      |               |            | C3 東海環狀自動車道                             | 31.1                 | -  |                                                       | 岐阜縣        | 關市            |        |
| 6                        | 美濃IC         |               |            | 岐阜縣道94號岐阜美濃線                          | 32.4                 | ○  |                                                       | 岐阜縣        | 美濃市          |        |
| -                        | 古城山PA       |               |            | -                                               | 38.3                 |    | 岐阜、名古屋方向                                      | 岐阜縣        | 美濃市          |        |
| 7                        | 美並IC         |               |            | 國道156號                                       | 49.6                 | ○  |                                                       | 岐阜縣        | 郡上市          |        |
| -                        | 瓢岳PA         |               |            | -                                               | 50.8                 |    | 高山、富山方向                                        | 岐阜縣        | 郡上市          |        |
| 8                        | 郡上八幡IC     |               |            | 國道156號 濃飛橫斷自動車道（計劃中）            | 59.8                 | ○  |                                                       | 岐阜縣        | 郡上市          |        |
| 9                        | 岐阜大和IC/PA  |               |            | 岐阜縣道52號白鳥板取線                          | 66.0                 | ○  |                                                       | 岐阜縣        | 郡上市          |        |
| 10                       | 白鳥IC         |               |            | E67 中部縱貫自動車道 （油坂峠道路）福井方向     | 76.4                 |    |                                                       | 岐阜縣        | 郡上市          |        |
| 11                       | 高鷲IC         |               |            | 岐阜縣道45號高鷲Inter線                         | 84.4                 |    |                                                       | 岐阜縣        | 郡上市          |        |
| -                        | 鷲見橋         |               |            | -                                               | 87.7                 | -  | 下行線的橋腳為日本最高125公尺                         | 岐阜縣        | 郡上市          |        |
| 11-1                     | 蛭野高原SA/SIC |               |            | 岐阜縣道321號蛭野高原線                         | 91.5                 | ○  |                                                       | 岐阜縣        | 郡上市          |        |
| 12                       | 莊川IC         |               |            | 國道158號                                       | 98.3                 |    |                                                       | 岐阜縣        | 高山市          |        |
| -                        | 松之木峠PA     |               |            | -                                               | 109.2 109.5          |    | 日本高速公路最高地點海拔1,085公尺 上下線有0.3公里差異 | 岐阜縣        | 高山市          |        |
| 13                       | 飛驒清見IC     |               |            | E67 中部縱貫自動車道 （高山清見道路）高山方向   | 117.3                |    | 此起往小矢部砺波JCT方向 對面通行                      | 岐阜縣        | 高山市          |        |
| -                        | 飛驒河合PA     |               |            | -                                               | 130.2                |    |                                                       | 岐阜縣        | 飛驒市          |        |
| -                        | 飛驒隧道       |               |            | -                                               | 130.4 - 141.1        | -  | 長10,710公尺 禁止裝載危險品車輛通行                   | 岐阜縣        | 飛驒市          |        |
| -                        | 飛驒隧道       | 大野郡 白川村 |            | -                                               | 130.4 - 141.1        | -  | 長10,710公尺 禁止裝載危險品車輛通行                   | 岐阜縣        |                 |        |
| 14                       | 白川鄉IC       |               |            | 國道156號                                       | 142.2                |    |                                                       | 岐阜縣        |                 |        |
| -                        | 飛驒白川PA     |               |            | -                                               | 143.6 143.5          |    | 上下線有0.1公里差異                                   | 岐阜縣        |                 |        |
| 15                       | 五箇山IC       |               |            | 國道156號                                       | 157.4                |    |                                                       | 富山縣        | 南砺市          |        |
| -                        | 袴腰隧道       |               |            | -                                               | 159.0 - 164.9        | -  | 長5,939公尺 禁止裝載危險品車輛通行                    | 富山縣        | 南砺市          |        |
| -                        | 城端隧道       |               |            | -                                               | 165.0 - 168.2        | -  | 長3,196公尺                                           | 富山縣        | 南砺市          |        |
| 15-1                     | 城端SA/SIC     |               |            | -                                               | 169.9                | ○  | 併設公路綠洲 櫻池庫爾加登                             | 富山縣        | 南砺市          |        |
| 16                       | 福光IC         |               |            | 國道304號                                       | 173.8                |    | 實行「路外給油服務」 （詳細參見「福光IC」）           | 富山縣        | 南砺市          |        |
| 17                       | 南砺SIC        |               |            | 富山縣道279號安居福野線                         | 181.4                |    |                                                       | 富山縣        | 南砺市          |        |
| 19                       | 小矢部砺波JCT  |               |            | E8 北陸自動車道                                 | 184.8                |    |                                                       | 富山縣        | 小矢部市 砺波市 |        |
| E41 能越自動車道         |                |               |            |                                                 |                      |    |                                                       |               |                 |        |

## 地理

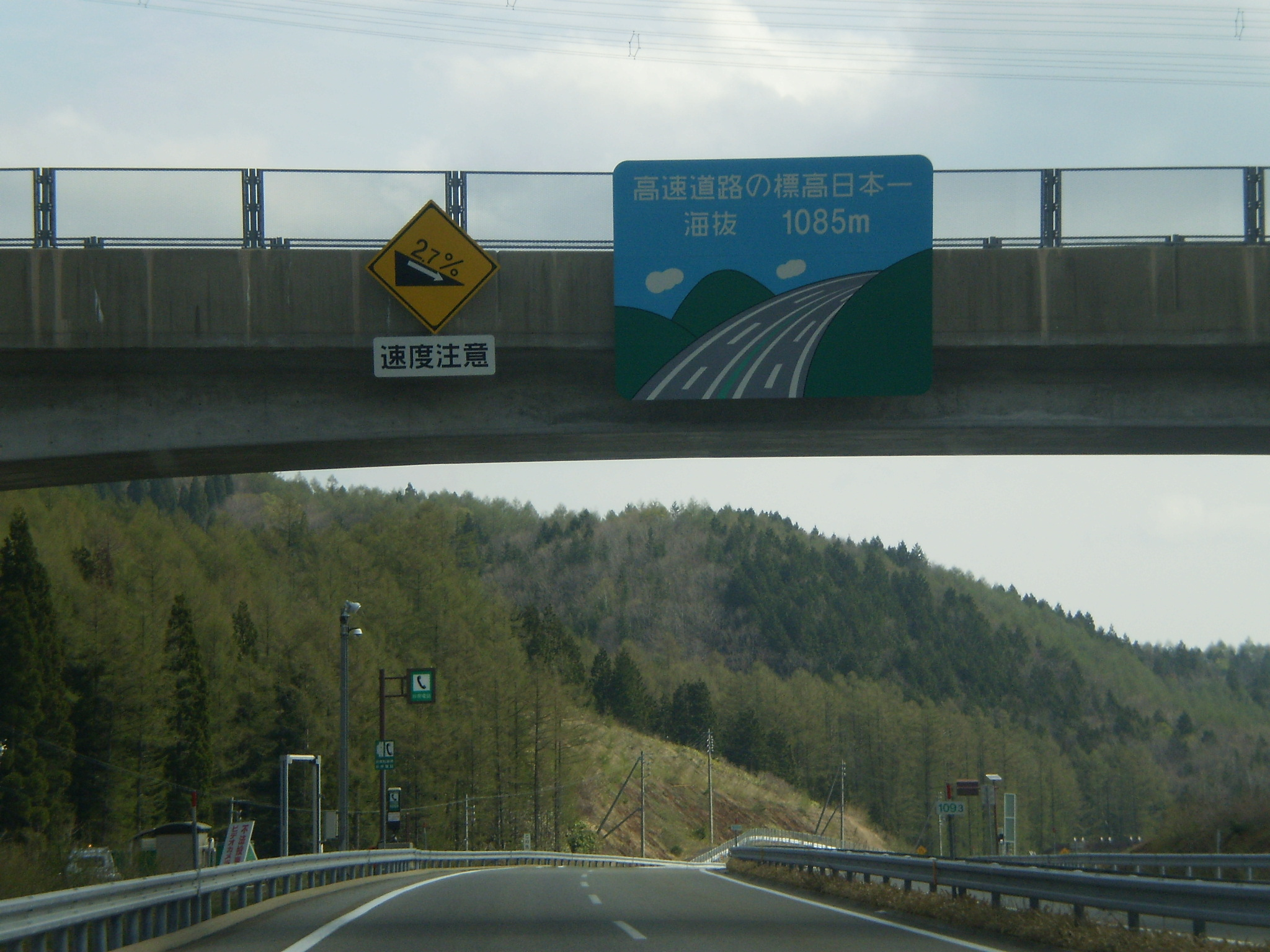
高速道路標高日本第一
海抜 1085m（109.3 Km處）

由木曾川附近的濃尾平野沿長良川北上，經急峻的山岳地帯（飛驒高地）到礪波平野。
東海北陸自動車道架設的橋梁上下線合共近400座。共渡過日本代表之河川木曾川1回、長良川8回、庄川7回。

### 主要隧道與橋梁

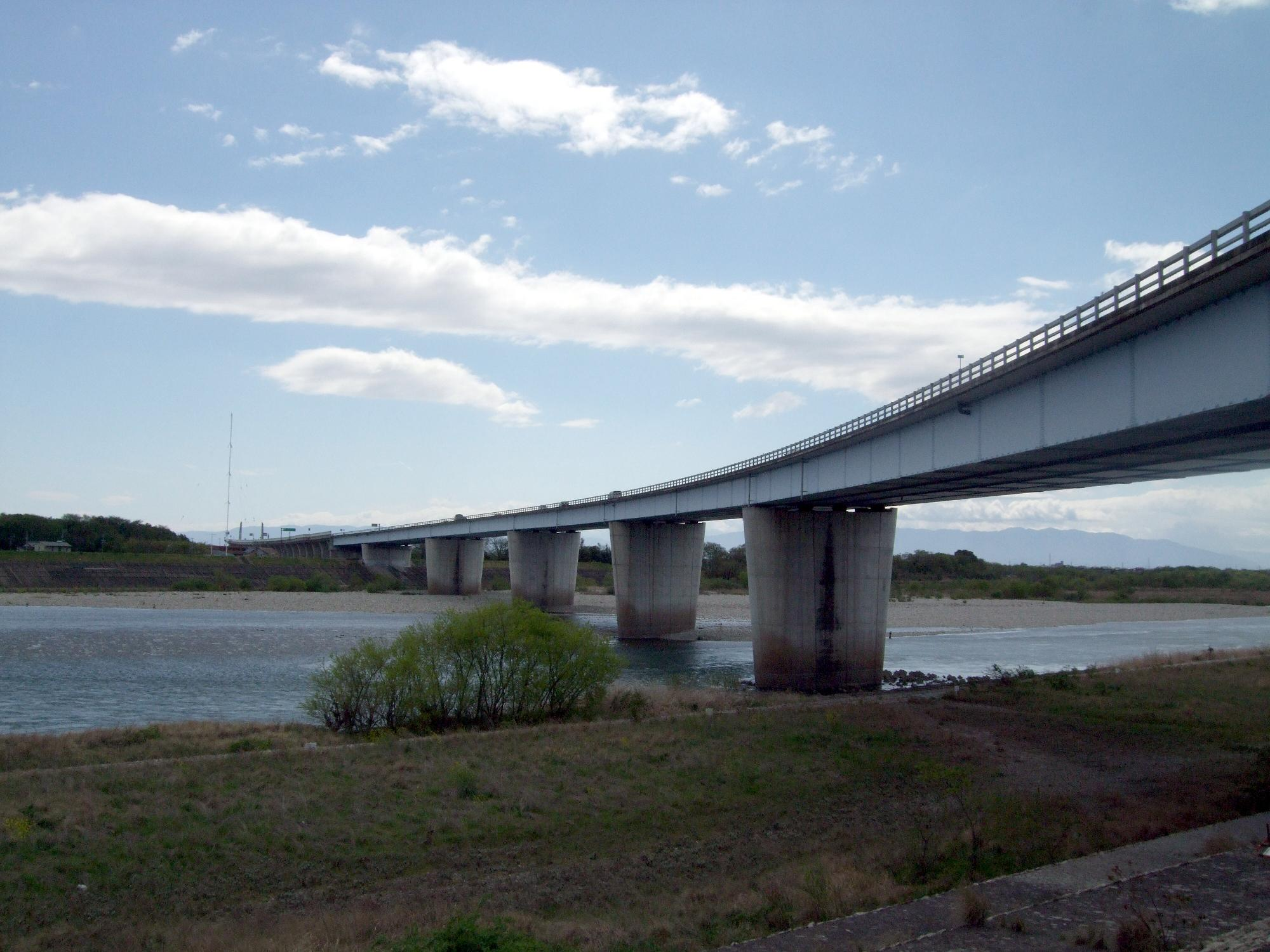
木曾川本川橋

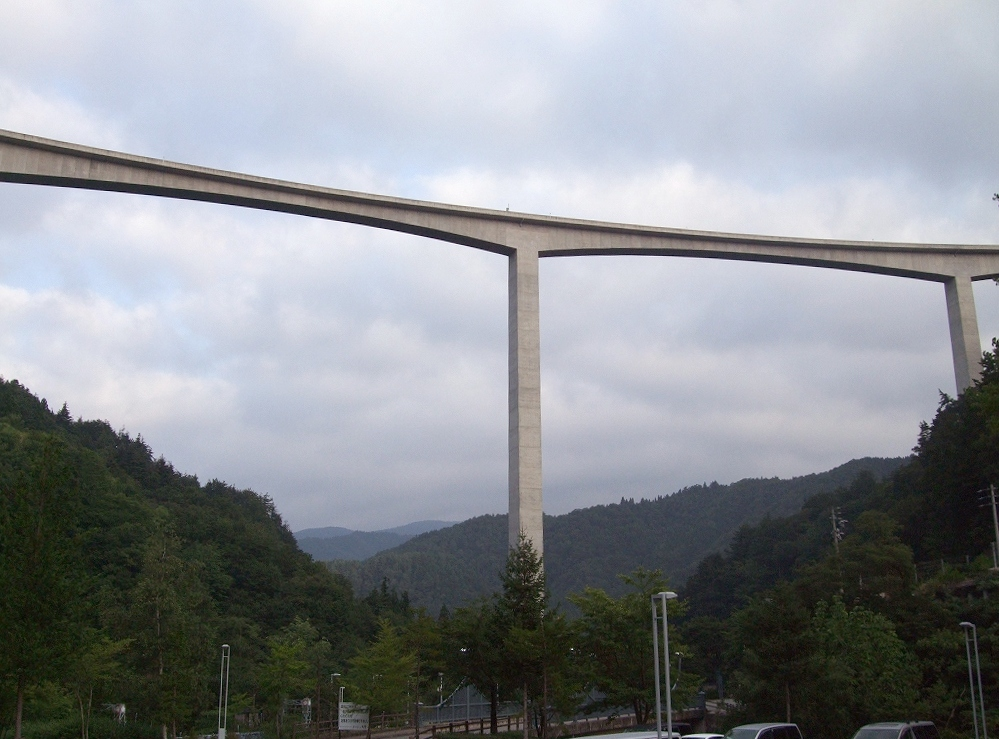
鷲見橋（中央橋墩 高118m）

- 木曾川南派川橋（一宮木曾川IC-川島停车区） : 400m

愛知縣與岐阜縣縣境之南派川橋。
- 木曾川本川橋（一宮木曾川IC-川島停车区） : 598m

木曾川橋。
- 各務原隧道（岐阜各務原IC-關IC） : 上行線3,050m 下行線3,015m
- 立花橋（美濃IC-美並IC） : 352m

長良川與長良川鐵道越美南線跨越橋。
- 平山隧道（岐阜大和IC-白鳥IC） : 1,413m
- 鷲見橋（高鷲IC-莊川IC） : 436m

橋墩高118m為日本第一。
- 本谷橋（高鷲IC-莊川IC） : 198m
- 飛驒隧道（飛驒清見IC-白川鄉IC） : 10,712m

僅次於首都高速道路首都高速中央環狀線山手隧道（18,200m）、關越自動車道關越隧道（11,055m），為國内第3長之隧道。禁止通行載運危險物品車輛。
- 白川橋（飛驒清見IC-白川鄉IC）

鄰接白川鄉合掌造集落。（2004年土木學會設計賞、最優秀賞）
- 椿原橋（白川鄉IC-五箇山IC） : 322m
- 飛越大橋（白川鄉IC-五箇山IC） : 276m
- 袴腰隧道（五箇山IC-福光IC） : 5,939m

禁止通行載運危險物品車輛。

### 其他2,000m以上隧道
- 輕岡隧道（莊川IC-飛驒清見IC） : 2,700m
- 椿原隧道（白川鄉IC-五箇山IC） : 2,676m
- 城端隧道（五箇山IC-福光IC） : 3,196m

### 隧道數
| 區間                  | 上行線 | 下行線 |
| --------------------- | ------ | ------ |
| 一宮JCT-岐阜各務原IC  | 0      | 0      |
| 岐阜各務原IC-關IC     | 2      | 2      |
| 關IC-美濃IC           | 1      | 1      |
| 美濃IC-美並IC         | 11     | 11     |
| 美並IC-郡上八幡IC     | 7      | 9      |
| 郡上八幡IC-岐阜大和IC | 3      | 3      |
| 岐阜大和IC-白鳥IC     | 1      | 1      |
| 白鳥IC-高鷲IC         | 2      | 2      |
| 高鷲IC-莊川IC         | 3      | 3      |
| 莊川IC-飛驒清見IC     | 6      | 6      |
| 飛驒清見IC-白川鄉IC   | 10     | 10     |
| 白川鄉IC-五箇山IC     | 6      | 6      |
| 五箇山IC-福光IC       | 2      | 2      |
| 福光IC-小矢部砺波JCT  | 0      | 0      |
| 合計                  | 54     | 56     |

## 歷史
- 1964年7月1日 : 東海北陸自動車道建設法公布施行。
- 1966年7月1日 : 上述建設法廢止，同時國土開發幹線自動車道建設法改正時成為國土開發幹線自動車道預定路線。
- 1970年6月18日 : 一宮JCT-白鳥IC 基本計劃告示。
- 1971年6月8日 : 福光IC-小矢部礪波JCT 基本計劃告示。
- 1972年6月20日 : 一宮JCT-美濃IC 整備計劃、施行命令。
- 1973年11月1日 : 白鳥IC-福光IC 基本計劃告示。
- 1978年11月21日 : 福光IC-小矢部礪波JCT 整備計劃、施行命令。
- 1979年3月2日 : 美濃IC-白鳥IC 整備計劃、施行命令。
- 1986年
  - 1月21日 : 白鳥IC-莊川IC 整備計劃決定。
  - 3月5日 : 岐阜各務原IC-美濃IC間通車。

- 1988年9月22日 : 白鳥IC-莊川IC 施行命令。
- 1989年3月29日 : 莊川IC-福光IC 整備計劃決定。
- 1990年12月28日 : 五箇山IC-福光IC 施行命令。
- 1991年3月28日 : 莊川IC-飛驒清見JCT 施行命令。
- 1992年3月28日 : 福光IC-小矢部礪波JCT間通車，與北陸自動車道連接。
- 1993年11月19日 : 飛驒清見JCT-五箇山IC 施行命令。
- 1994年3月25日 : 美濃IC-美並IC間通車。
- 1996年
  - 3月28日 : 於小矢部礪波JCT與能越自動車道直結。
  - 4月18日 : 美並IC-郡上八幡IC間通車。
  - 11月12日 : 飛驒隧道開工。
- 1997年
  - 3月24日 : 一宮木曾川IC-岐阜各務原IC間通車。
  - 11月10日 : 郡上八幡IC-白鳥IC間通車。
- 1998年
  - 2月20日 : 尾西IC-一宮木曾川IC間通車。
  - 12月13日 : 一宮JCT-尾西IC間通車，與名神高速道路連接。
- 1999年
  - 3月18日 : 美濃IC-白鳥IC4車道化工程開始。
  - 11月1日 : 於白鳥IC與中部縱貫自動車道（油坂山道路）連接。
  - 11月27日 : 白鳥IC-莊川IC間通車。
- 2000年
  - 9月30日 : 五箇山IC-福光IC間通車。
  - 10月7日 : 莊川IC-飛驒清見IC間通車，通車區間之109.3 Km處附近為日本高速道路標高最高地點。
- 2002年11月16日 : 白川鄉IC-五箇山IC間通車。
- 2003年12月24日 : 瓢岳停车区-郡上八幡IC間4車道化工程開始。
- 2004年
  - 11月27日 : 於飛驒清見IC與中部縱貫自動車道（高山清見道路）連接。
  - 12月4日 : 美濃IC-瓢岳PA間、白鳥IC附近拓寬為4車道。
- 2005年
  - 3月19日 : 美濃關JCT通車，與東海環狀自動車道連接。
  - 7月14日 : 岐阜大和IC-白鳥IC間4車道化工程開始。
- 2006年6月1日 : 郡上八幡IC-岐阜大和IC間4車道化工程開始。
- 2007年1月13日 : 飛驒隧道貫通。
- 2008年
  - 7月5日 : 飛驒清見IC-白川鄉IC間通車，全線通車。
  - 7月18日 : 瓢岳PA-郡上八幡IC間拓寬為4車道 。
- 2009年
  - 2月20日 : 岐阜大和IC-白鳥IC間拓寬為4車道。
  - 4月1日 : 蛭野高原SIC永久化。
  - 4月27日 : 白鳥IC-飛驒清見IC 4車道化整備計劃變更。
  - 7月17日 : 郡上八幡IC-岐阜大和IC間拓寬為4車道。
  - 9月5日 : 白鳥IC-飛驒清見IC間 4車道化工程開始。
  - 10月9日 : 前原誠司國土交通大臣補正預算發表，白鳥IC-飛驒清見IC間 4車道化工程凍結。
- 2010年4月9日 : 國土交通省宣佈、暫時凍結的白鳥IC - 飛驒清見IC4車道拓寬工程將再次啟動[10]。
- 2011年3月1日 : 批准與南礪SIC的連接工程[11]。
- 2012年4月20日 : 白鳥IC - 飛驒清見IC的4車道化工程再啟動[12]。
- 2013年
  - 3月28日 : 岐阜大和PA的施設重新開放，並分別擴充和擴建了停車場和廁所設施[13]。
  - 4月19日 : 松之木峠PA開放使用[13]。顯示此PA、蛭野高原SA和岐阜大和PA的停車場實時容量的三段標識亦已開始使用。
- 2015年
  - 3月1日 : 南礪SIC開放使用[14][15]。
  - 5月25日 : 4車道化工程中的白鳥IC - 飛驒清見IC間的白鳥隧道貫通[16]。
- 2016年
  - 6月7日 : 飛驒清見IC - 小矢部礪波JCT間路段被選為增設輔助車道的試驗區間[17]。
  - 8月25日 : 宣佈將在城端隧道北側 - 福光IC區間和南礪SIC - 小矢部礪波JCT區間增設輔助車線，並且於以上區間拓寬和試驗4車道系統。
  - 10月24日 : 4車道化工程中的白鳥IC - 飛驒清見IC間的輕岡隧道貫通。此隧道為工程中11條隧道之中最長[18]。
- 2018年
  - 11月30日 : 白鳥IC - 高鷲IC區間拓寬為4車道[19]。
  - 12月8日 : 蛭野高原SA - 飛驒清見IC區間，除了在暴雨中受到損毀的松之木峠PA附近外，其他部分拓寬為4車道[19]。
- 2019年
  - 3月20日 : 高鷲IC - 蛭野高原SA區間拓寬為4車道[20]。
  - 3月29日 : 國土交通省批准於在白川鄉 IC - 五箇山 IC 部分區間進行4車道拓寬工程[21]。
  - 9月4日：國土交通省宣佈有意將東海北陸道的飛驒清見IC - 小矢部砺礪波JCT間全線選為優先整備區，於10 - 15年內拓寬為4車道[22][23][24]。
  - 11月29日：松之木峠PA附近拓寬為4車道[25]。至此白鳥IC - 飛驒清見IC區間的4車道化工程完工。
- 2020年
  - 3月10日 : 國土交通省由東海北陸道的4車道化優先整備區間之中、選定白川郷IC - 福光IC區間的4車道化工程為2020年度高速道路4車道化工程的候選專案之一[26][27][28]。
  - 3月31日 : 國土交通省核准白川郷IC - 福光IC間的4車道拓寬工程[29]。
  - 8月5日 : 愛知縣和中日本高速道路宣佈西尾張IC（暫稱）的名稱為「一宮稲沢北IC」[30]。
  - 11月7日 : 城端SA - 福光IC間（長2.3 km)拓展為4車道[31]。
- 2021年
  - 1月9日午後 - 1月10日 : 受到破記錄大雪的影響、福光IC - 小矢部礪波JCT間有260架車輛滯留[32]。到10日晚上10時全數疏散[33]。
  - 3月28日 : 一宮稲沢北IC開放使用[34]。
  - 5月1日 : 一宮JCT - 美濃關JCT間改以大都市近郊區間的收費水平收費[35][36]。
  - 11月10日 : 南礪SIC - 小矢部礪波JCT部分區間（長1.8 km）拓寬為4車道[37][38]。
- 2022年
  - 3月4日 : 國土交通省由東海北陸道的4車道化優先整備區間之中、選定福光IC - 南礪SIC區間的4車道化工程為2022年度高速道路4車道化工程的候選專案之一[39][40]。
  - 3月30日：國土交通省核准福光IC - 南礪SIC間的4車道拓寬工程[41]。
  - 4月：開始興建城端SIC[42][43]。
  - 11月12日 : 五箇山IC - 城端SA部分區間（長2.4 km）和福光IC - 小矢部礪波JCT部分區間（長3.5 km）拓寬為4車道[44]。
- 2023年12月16日 : 城端SIC開放使用[45]。
- 2024年
  - 3月1日 :國土交通省由東海北陸道的4車道化優先整備區間之中、選定飛驒清見IC - 白川郷IC部分區間(長4.3 km)的4車道化工程為2024年度高速道路4車道化工程的候選專案之一、亦選定飛驒清見IC - 白川郷IC部分區間(長11.9 km)為該年度4車道化勘測工程的候選地點之一[46]。
  - 3月27日：國土交通省核准飛驒清見IC - 白川郷IC部分區間(長4.3 km)進行4車道拓寬工程、亦核准飛驒清見IC - 白川郷IC之間包含飛驒隧道的區間(長11.9 km)的勘測工程[47]。

飛驒清見IC-白川鄉IC間之24.9km為最後通車區間。此區間有籾糠山下直貫的飛驒隧道（10,710m），由於大量湧水而使工程相當困難，於2007年1月13日才成功貫通本坑（國内第2長之隧道）。全線開通時間由當初預定的2008年3月末，因為飛驒隧道貫通點附近山岩崩落與壁面膨脹而延期至2008年7月頃、其後於2008年7月5日15時中日本高速道路飛驒清見IC-白川鄉IC間24.9km通車，當日東海北陸自動車道全線通車。此區間總工程費為1,860億日圓。

## 道路管理者
- 中日本高速道路
  - 名古屋支社羽島保全、服務中心 : 一宮JCT-一宮木曾川IC

（羽島保全、服務中心管理區間，東名高速道路春日井IC-小牧IC、名神高速道路小牧IC-關原IC、中央自動車道小牧JCT-小牧東IC）
  - 名古屋支社岐阜保全、服務中心 : 一宮木曾川IC-郡上八幡IC

（羽島保全服務中心管理區間，東海環狀自動車道可兒御嵩IC-關廣見IC）
  - 名古屋支社高山保全、服務中心 : 郡上八幡IC-白川鄉IC
  - 金澤支社富山保全、服務中心 : 白川鄉IC-小矢部礪波JCT

（富山保全、服務中心管理區間，北陸自動車道朝日IC-小矢部IC）

## 收費
- 飛驒清見IC-白川鄉IC : 飛驒特別區間（費率為普通區間之1.6倍）
- 飛驒特別區間以外的區間 : 普通區間

## 高速巴士
- 岐阜巴士
  - 高速八幡線
  - 冰見、高岡 - 岐阜、名古屋線 （與加越能鐵道共同運行）
  - 高速新宿線 （與小田急城市巴士共同運行）
  - 高速美濃、關 - 名古屋線 （與名鐵巴士共同運行）
  - 高速八幡名古屋線
  - 高速白川鄉線
  - 岐阜高山線 （與濃飛巴士共同運行）
- 濃飛巴士
  - 高山 - 名古屋線 （與名鐵巴士、JR東海巴士共同運行）
  - 高山 - 白川鄉 、金澤線 （與北陸鐵道共同運行）
  - 高山 - 京都 、大阪線 （與近鐵巴士共同運行）
- JR東海巴士
  - 北陸Dream名古屋號 （與西日本JR巴士共同運行）
- 名鐵巴士
  - 名古屋 - 富山線 （與富山地方鐵道共同運行）
- 海豚交通
  - Kitokito Line

## 交通量

### 2008年7月
高速道路統計月報（高速道路與自動車 2008年10月號）
- 高速道路通行量（輛）
  - 54,920 （前年比 112.4%）
- 高速道路車種別全線平均交通量（輛）（比率%）（一宮JCT-小矢部礪波JCT）
  - 輕自動車 : 1,136 (8.2%)
  - 普通車 : 10,823 (78.5%)
  - 中型車 : 821 (5.9%)
  - 大型車 : 757 (5.5%)
  - 特大車 : 264 (1.9%)
- 日全線平均交通量（輛）
  - 13,801 （前年比 127.1%） （一宮JCT-小矢部礪波JCT）
- 日出入交通量（輛）
  - 93,880（前年比 108.2%） （一宮JCT-小矢部礪波JCT）
- 日平均區間交通量（輛）（比率%）
  - 一宮JCT-一宮西IC : 38,350(前年比 104.8%)
  - 一宮西IC-尾西IC : 28,209 (105.4%)
  - 尾西IC-一宮木曾川IC : 31,662 (105.2%)
  - 一宮木曾川IC-岐阜各務原IC : 29,713 (108.5%)
  - 岐阜各務原IC-關IC : 26,814 (113.4%)
  - 關IC-美濃關JCT : 22,572 (116.4%)
  - 美濃關JCT-美濃IC : 22,664 (122.1%)
  - 美濃IC-美並IC : 18,624 (125.2%)
  - 美並IC-郡上八幡IC : 17,006 (126.8%)
  - 郡上八幡IC-岐阜大和IC : 13,624 (132.5%)
  - 岐阜大和IC-白鳥IC : 12,932 (136.9%)
  - 白鳥IC-高鷲IC : 11,886 (143.8%)
  - 高鷲IC-Hirugano高原SA : 11,274 (158.1%)
  - Hirugano高原SA-莊川IC : 10,833 (151.9)
  - 莊川IC-飛驒清見IC : 10,124 (198.7%)
  - 飛驒清見IC-飛驒河合停车区 : 8,317 -
  - 飛驒河合停车区-白川鄉IC : 8,395 -
  - 白川鄉IC-五箇山IC : 6,284 (293.4%)
  - 五箇山IC-福光IC : 6,622 (237.9%)
  - 福光IC-小矢部礪波JCT : 7,016 (202.2%)

### 2005年度
平成17年度道路交通調査
平日24時間交通量（輛）
| 愛知縣 - 一宮JCT-一宮西IC : 35,716 - 一宮西IC-尾西IC : 25,636 - 尾西IC-一宮木曾川IC : 28,688 | 岐阜縣 - 愛知縣・岐阜縣境-岐阜各務原IC : 25,436 - 岐阜各務原IC-關IC : 22,120 - 關IC-美濃關JCT : 17,532 - 美濃關JCT-美濃IC : 16,079 - 美濃IC-美並IC : 13,144 - 美並IC-郡上八幡IC : 12,145 - 郡上八幡IC-岐阜大和IC : 9,264 - 岐阜大和IC-白鳥IC : 8,605 - 白鳥IC-高鷲IC : 7,575 - 高鷲IC-莊川IC : 7,125 - 莊川IC-飛驒清見IC : 5,072 | 富山縣 - 岐阜縣、富山縣境-五箇山IC : 2,033 - 五箇山IC-福光IC : 2,621 - 福光IC-小矢部礪波JCT : 3,656 |

### 2002年度
區間別日平均交通量（區間平均）
- 一宮JCT-飛驒清見IC : 12,310輛（前年度比103.2%）
  - 最大 : 一宮JCT-一宮西IC : 30,515輛(108.8%)
  - 最小 : 莊川IC-飛驒清見IC : 4,040輛(106.1%)
- 白川鄉IC-小矢部礪波JCT : 2,298輛(98.2%)

## 圖片

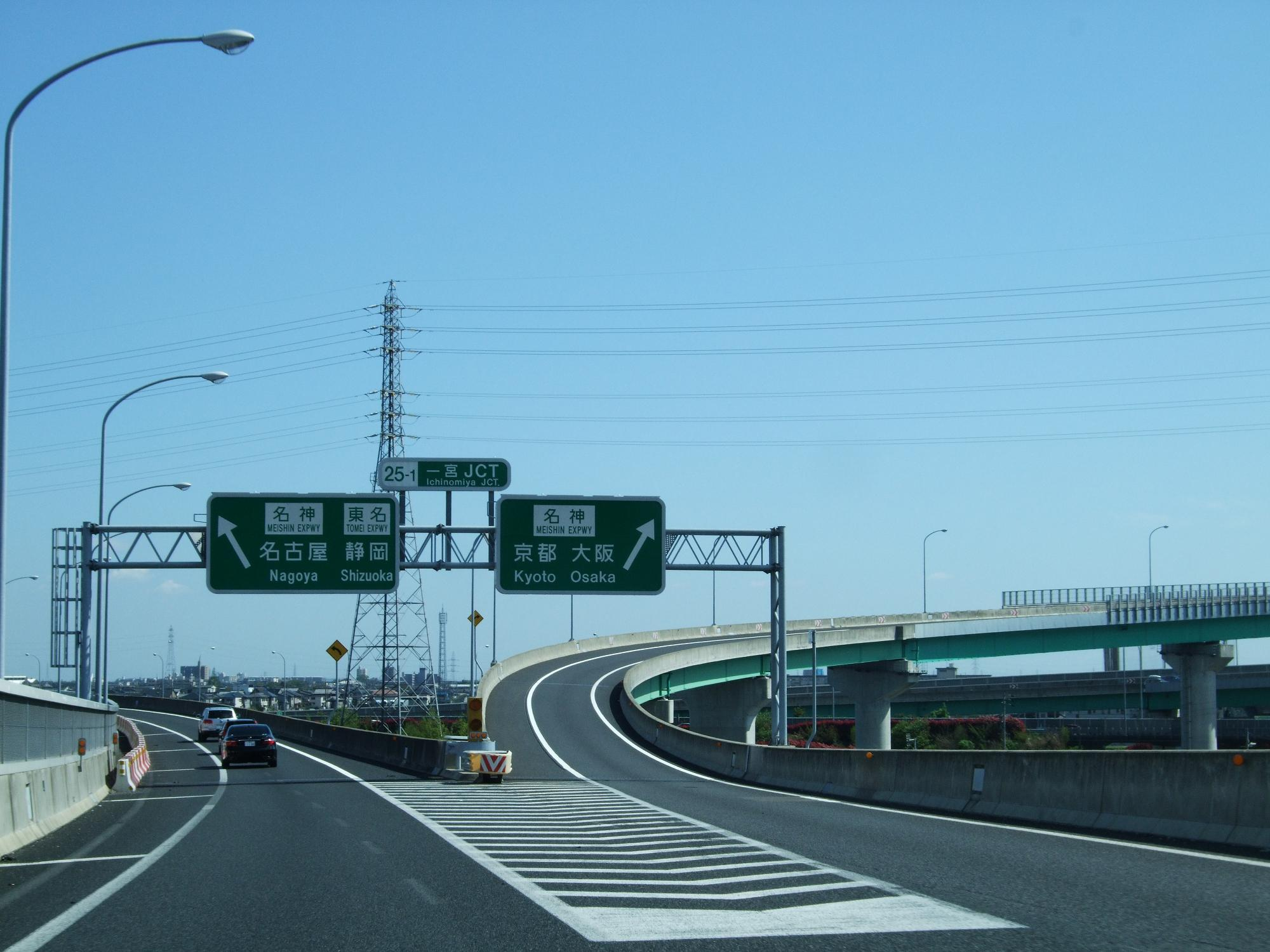
一宮JCT 名神高速道路之分岐處
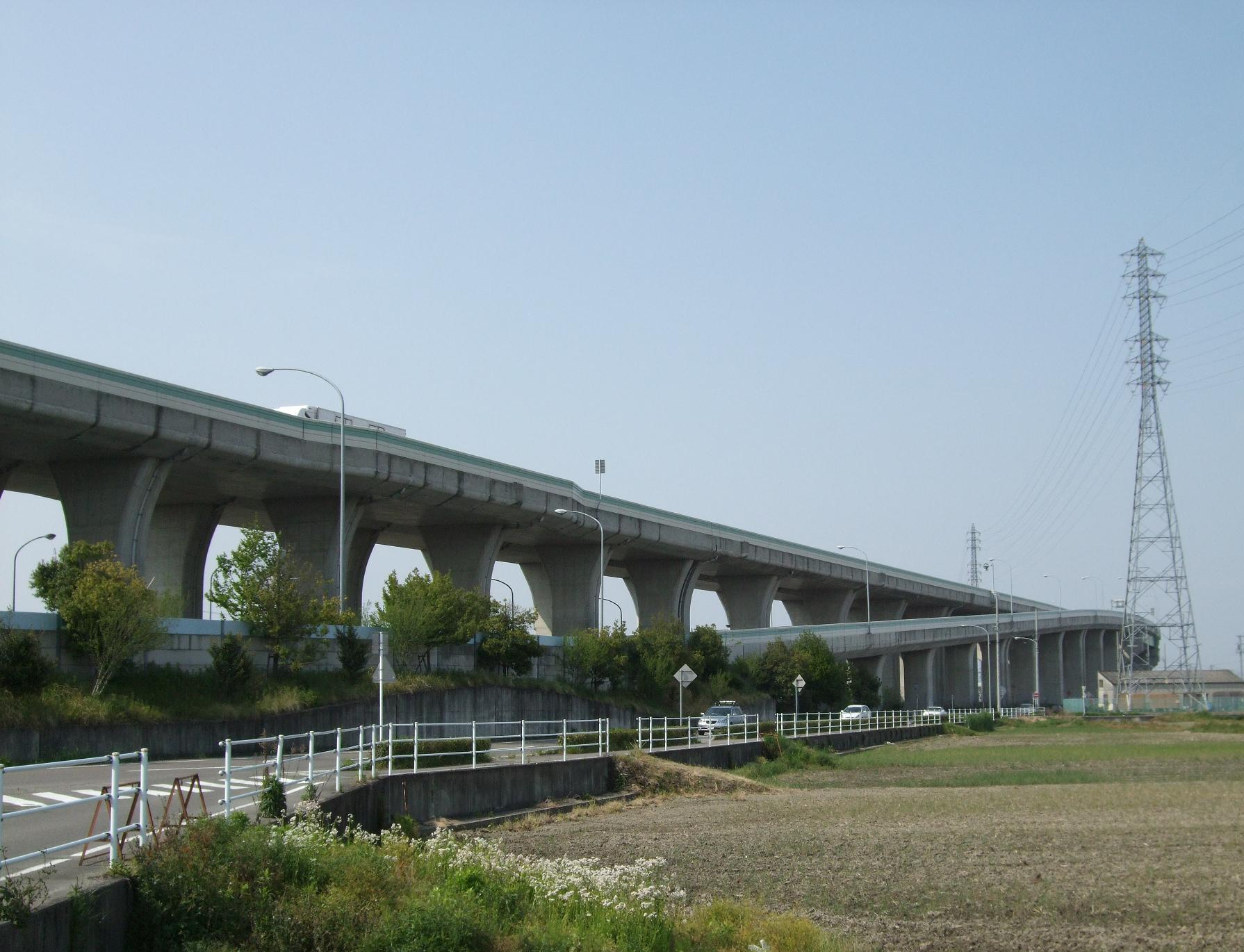
尾西IC附近
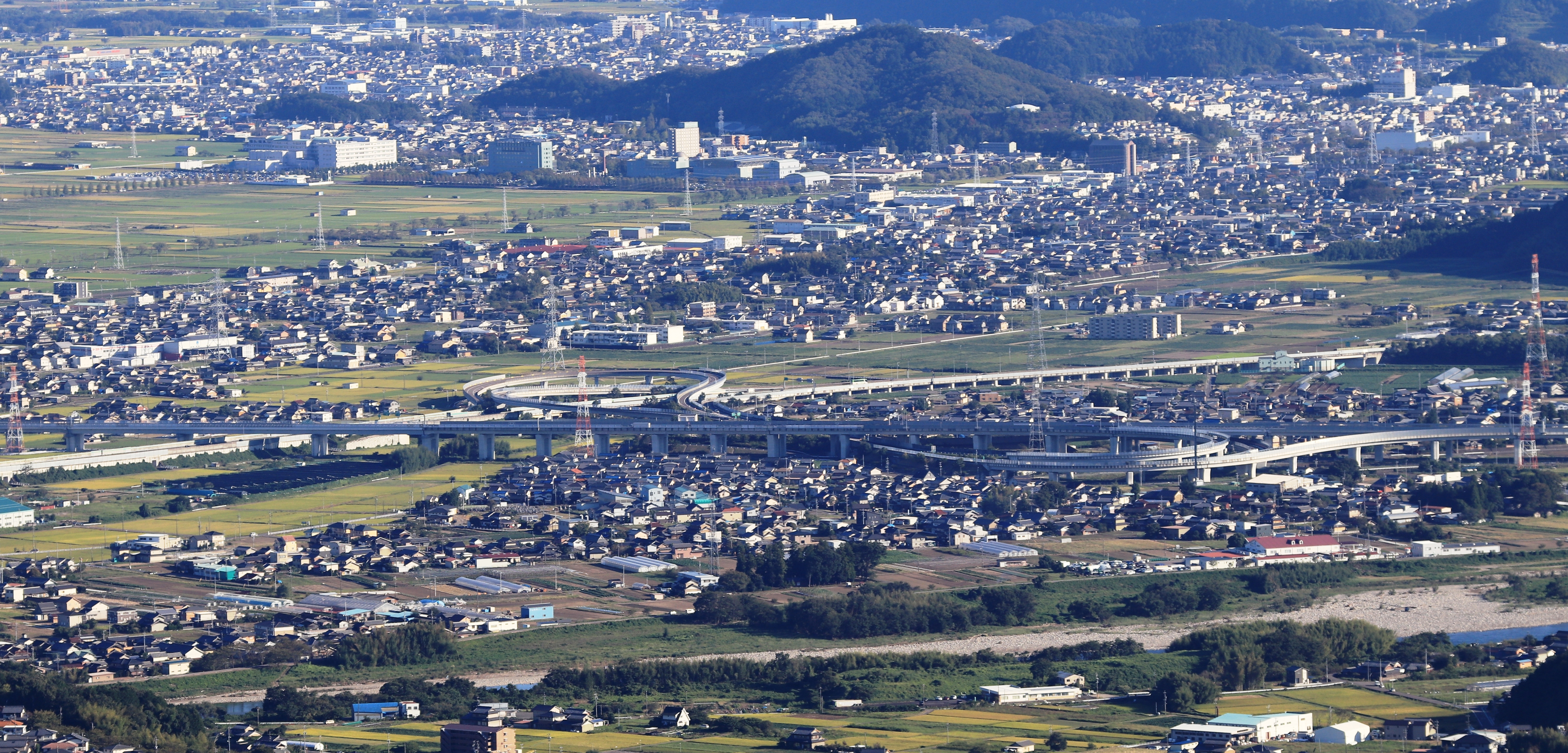
美濃關JCT
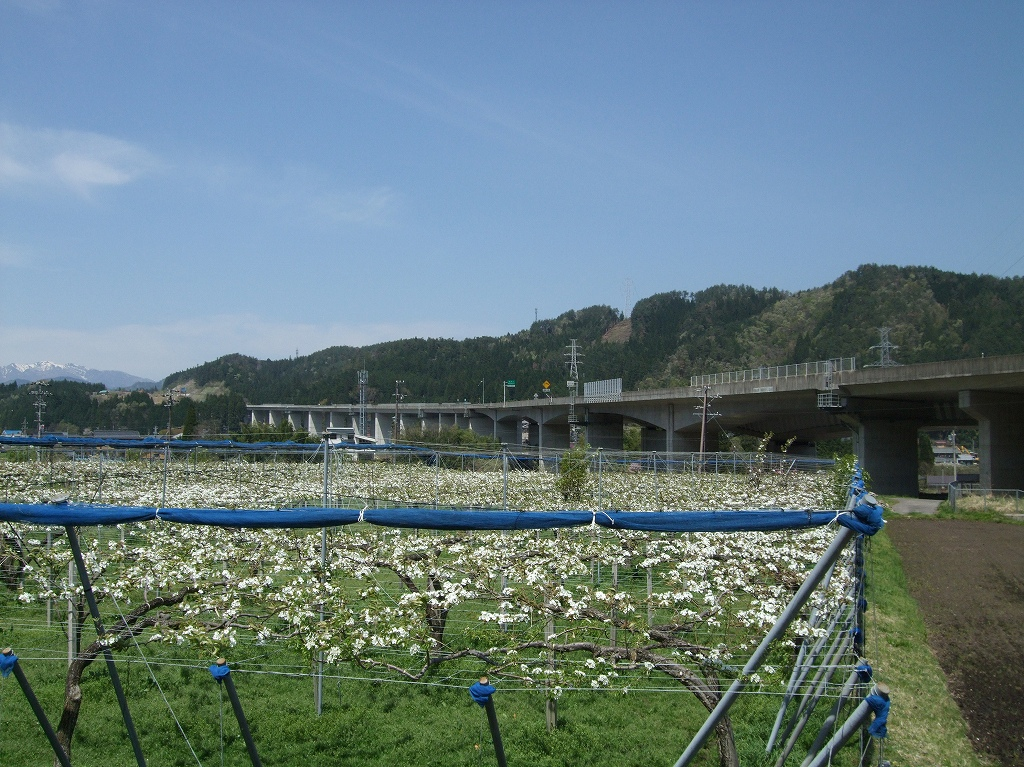
岐阜大和IC-白鳥IC 郡上市白鳥町中津屋
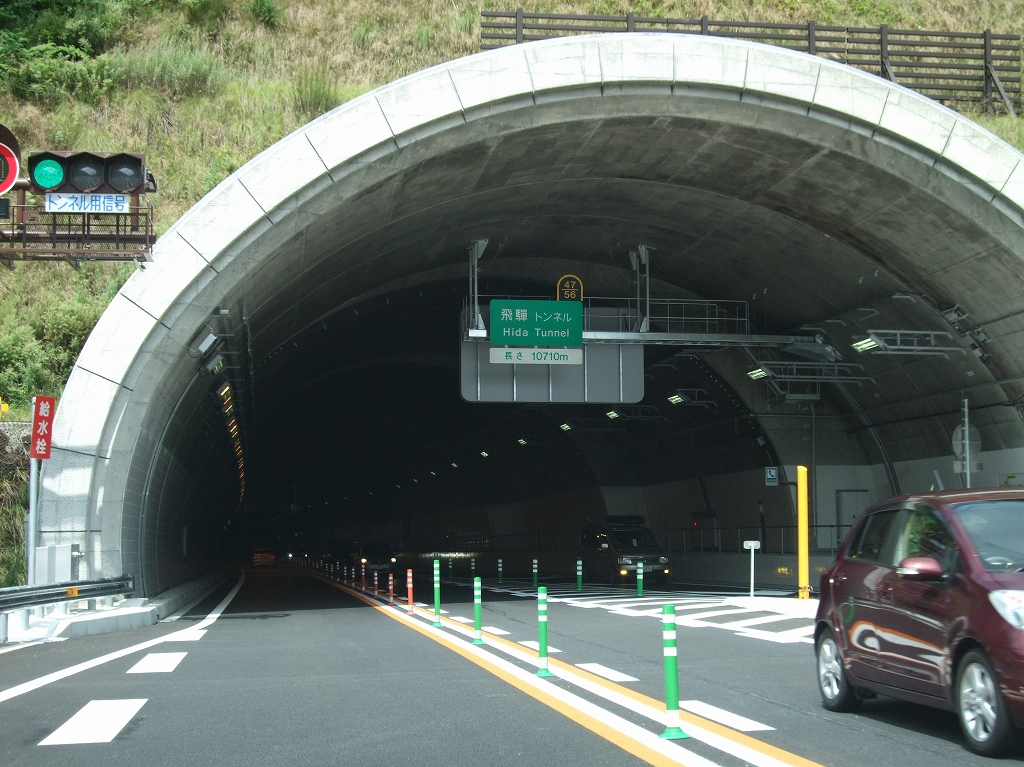
飛驒隧道河合坑口
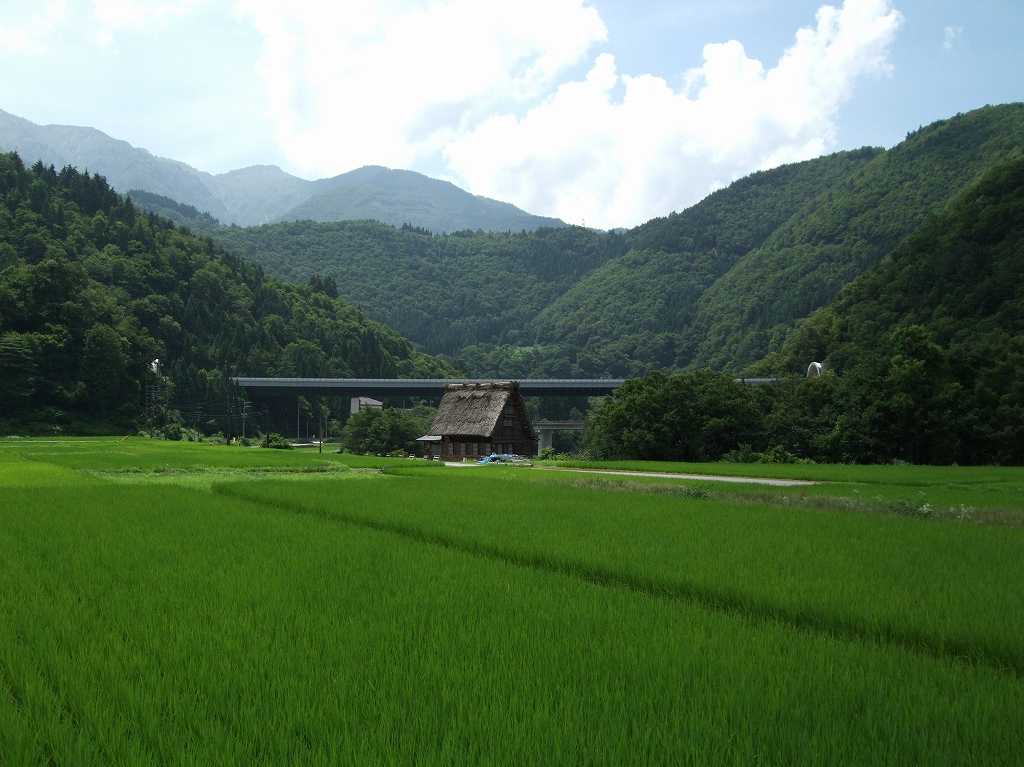
白川鄉合掌屋與白川橋
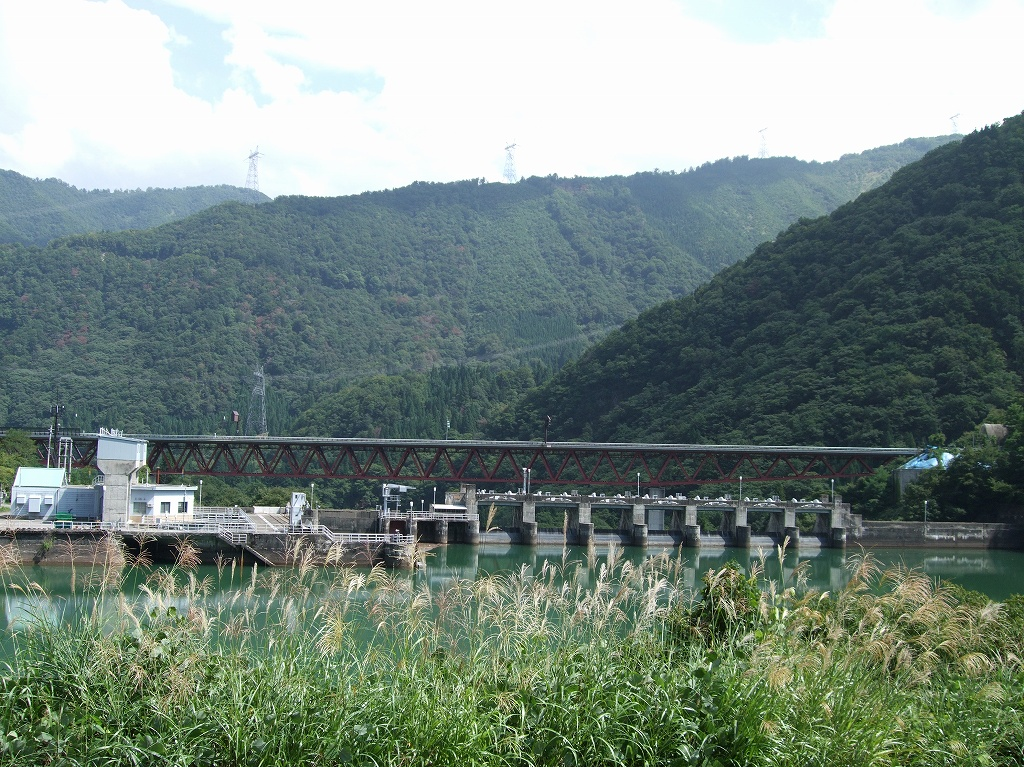
椿原橋與椿原水壩
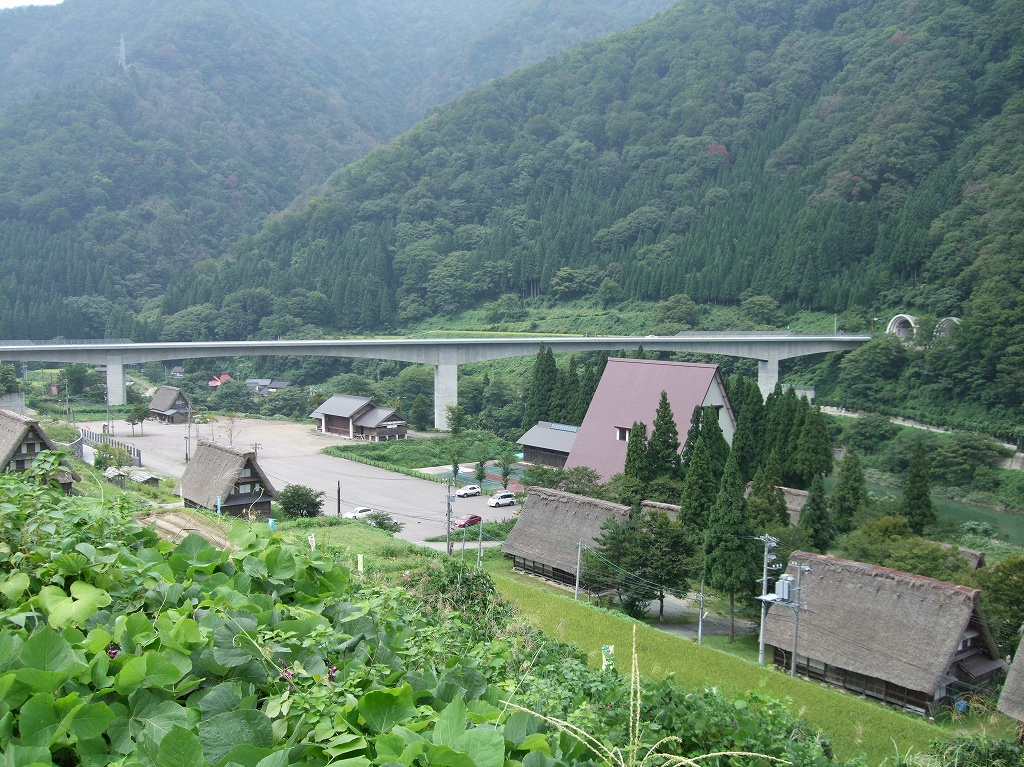
合掌集落與東海北陸道（五箇山、菅沼）
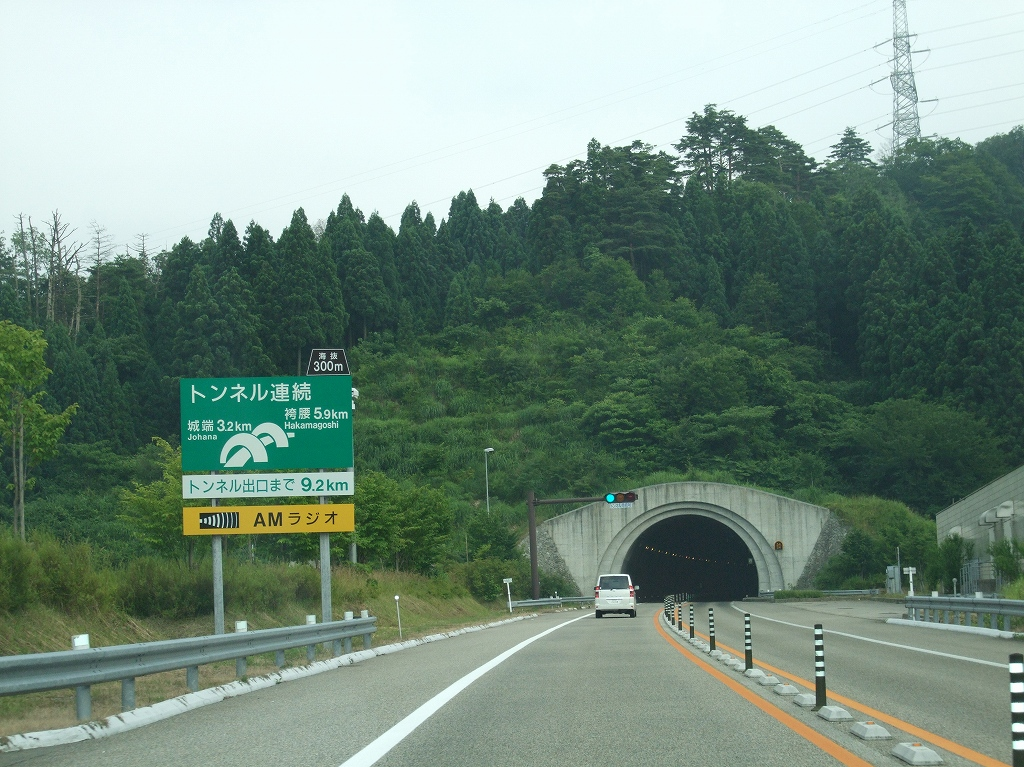
城端隧道附近
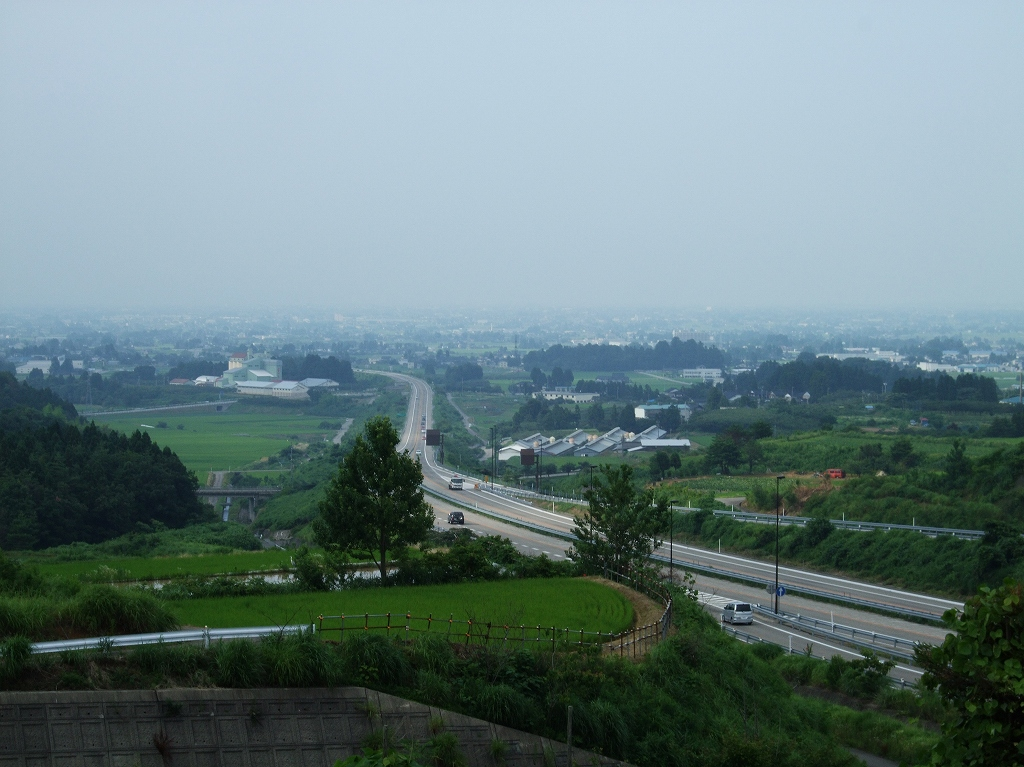
城端SA之高台可見礪波平野

## 關連項目
- 國土開發幹線自動車道
- 高速自動車國道
- 中部地方道路一覽
- 名神高速道路
- 東海環狀自動車道
- 中部縱貫自動車道
- 北陸自動車道
- 能越自動車道

## 外部連結
- 中日本高速道路 （页面存档备份，存于）